# Chalancon
Chalancon település Franciaországban, Drôme megyében. Lakosainak száma 59 fő (2022. január 1.). Chalancon Volvent, Arnayon, Gumiane, Jonchères, La Motte-Chalancon és Saint-Nazaire-le-Désert községekkel határos.

## Népesség
A település népességének változása:
| Lakosok száma | 93   | 76   | 81   | 61   | 49   | 44   | 53   | 58   | 58   | 59   |
|               | 1968 | 1982 | 1990 | 2006 | 2013 | 2015 | 2017 | 2019 | 2020 | 2022 |